# Třída Sailfish
Třída Sailfish byla třída radarových ponorek námořnictva Spojených států amerických z doby studené války. Jako první byly pro tento účel od počátku konstruovány. Jejich konstrukce byla optimalizována pro rychlou plavbu na hladině, přičemž ponorky měly plout před svazy letadlových lodí a varovat je před leteckým útokem (v praxi však jejich rychlost stále nebyla dost vysoká). Dvě postavené ponorky byly v operační službě v letech 1956–1978. Koncepce radarových ponorek se však neosvědčila (úspěšnější byly roku 1958 zařazené palubní letouny včasné výstrahy Grumman E-1 Tracer) a obě ponorky byly roku 1961 překlasifikovány na útočné.

## Stavba
Americké radarové ponorky byly vyvíjeny v rámci programu MIGRAINE. Nejprve byly zkušebně přestavěny dvě ponorky třídy Tench, ve druhé fázi dvě ponorky třídy Gato a ve třetí šest ponorek již dříve modernizovaných v programu GUPPY. Poté bylo přistoupeno ke stavbě dvojice ponorek třídy Sailfish, které byly od počátku projektovány jako radarové. Obě ponorky postavila v letech 1953–1956 loděnice Portsmouth Naval Shipyard v Kittery ve státě Maine.
Jednotky třídy Sailfish:
| Jméno                  | Založení kýlu    | Spuštěna       | Vstup do služby | Status |
| ---------------------- | ---------------- | -------------- | --------------- | --- |
| USS Sailfish (SSR-572) | 8. prosince 1953 | 7. září 1955   | 14. dubna 1956  | Od roku 1961 útočná ponorka (SS-572), modernizace FRAM II v letech 1965–1966, vyřazena 1978, potopena jako cvičný cíl.                                                                                            |
| USS Salmon (SSR-573)   | 10. března 1954  | 25. února 1956 | 25. srpna 1956  | Od roku 1961 útočná ponorka (SS-573), modernizace FRAM II v letech 1964–1965, odp očátku do konce června 1968 překlasifikována na experimentální ponorku (AGSS-573), následně opět útočná ponorka, vyřazena 1977. |

## Konstrukce

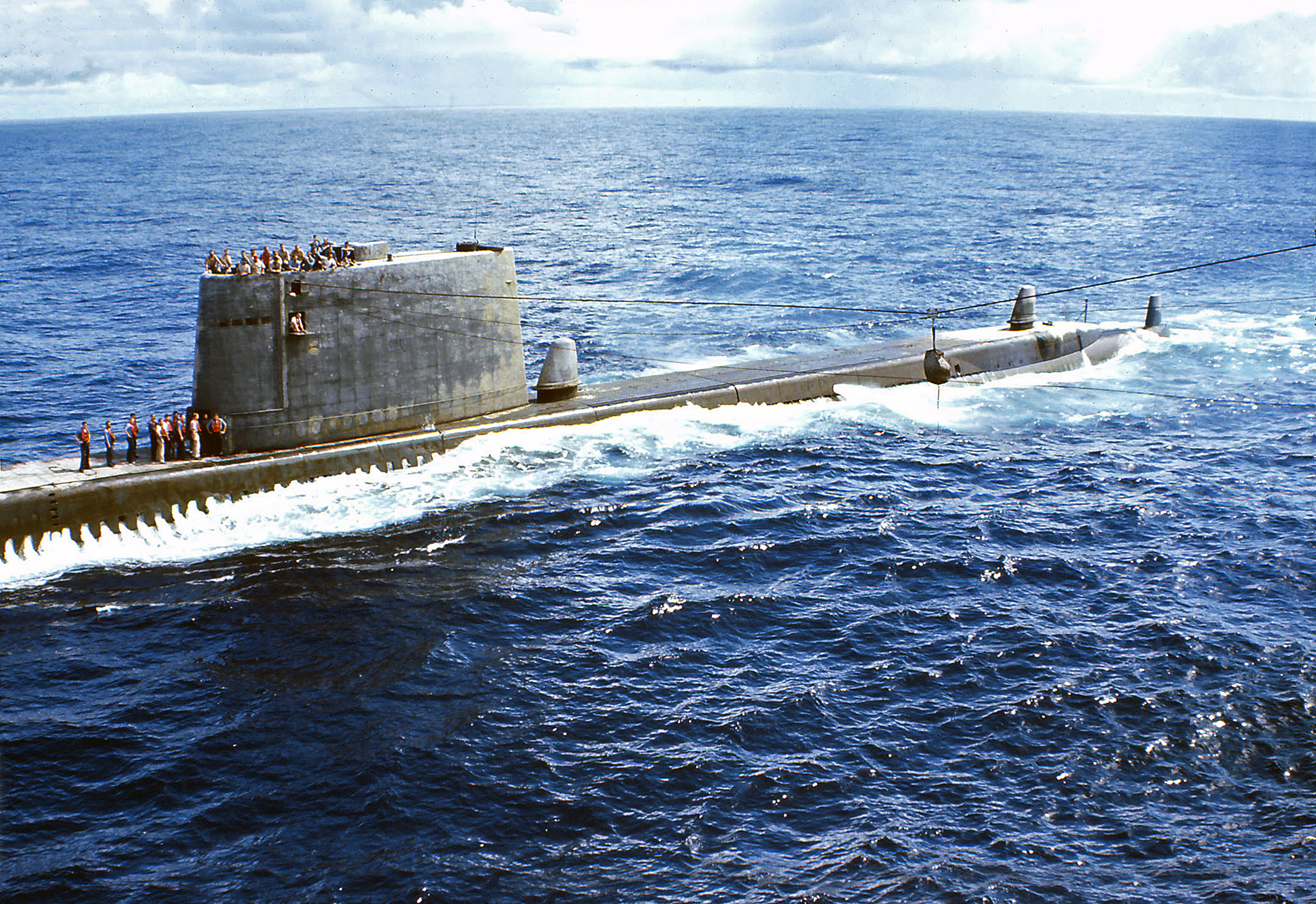
USS Salmon roku 1965

Ponorky nesly na velitelské věži a na palubě za ní vyhledávací radar BPS-2 a radarový výškoměr BPS-3. Byly vyzbrojeny šesti příďovými 533mm torpédomety. Pohonný systém tvořily čtyři diesely Fairbanks-Morse a dva elektromotory, pohánějící dva lodní šrouby. Diesely měly na šroubu výkon 6000 hp a elektromotory 8200 hp. Nejvyšší rychlost dosahovala 20 uzlů na hladině a 10 uzlů pod hladinou. Mohly se ponořit do hloubky až 400 stop.

## Operační služba
Roku 1961 byly obě ponorky upraveny na stíhací, radar byl demontován a naopak byly vybaveny pasivním sonarem BQG-4. Salmon od roku 1968 sloužil při vývoji hloubkových záchranných prostředků (DSRV) třídy Mystic. Krátce proto nesl experimentální označení (AGSS-573). Obě ponorky byly vyřazeny v letech 1977–1978.